# Frank B. Brandegee
Frank B. Brandegee (New London, 1864. július 8. – Washington, 1924. október 14.) az Amerikai Egyesült Államok szenátora (Connecticut, 1905–1924).